# Long Rock, Livingston Island
Long Rock är en kulle i Antarktis, fleaktigt källbelagd som en ö. Den ligger på Livingston Island  i Sydshetlandsöarna. Argentina, Chile och Storbritannien gör anspråk på området.